# Leung Sui Wing
Leung Sui Wing (梁帥榮S, Liáng ShuàiróngP) (Hong Kong, 22 maggio 1958) è un ex calciatore di Hong Kong, di ruolo difensore.

## Carriera

### Calciatore

#### Club
In carriera Leung Sui Wing ha sempre militato nell'Happy Valley.

#### Nazionale
Durante la carriera agonistica ha vestito la maglia della nazionale di calcio di Hong Kong, partecipando tra l'altro alla storica sfida contro la Cina del 19 maggio 1985 per le qualificazioni al campionato mondiale di calcio 1986, che vide imporsi Hong Kong per 2-1.

### Allenatore
Ritiratosi è divenuto allenatore. Ha allenato il Tuen Mun Progoal ed è l'allenatore della Nazionale di calcio di Macao dal 2008.

## Palmarès

### Giocatore

#### Competizioni nazionali
- Campionato di Hong Kong: 1

Happy Valley: 1988-1989
- Hong Kong Senior Shield: 3

Happy Valley: 1977-1978, 1982-1983, 1989-1990